# Wolfgang Reimann (Kirchenmusiker)
Wolfgang Reimann (* 3. September 1887 in Neusalz/Oder; † 16. November 1971 in Rottach-Egern) war ein deutscher Kirchenmusiker, Organist, Chorleiter und Hochschullehrer.

## Leben

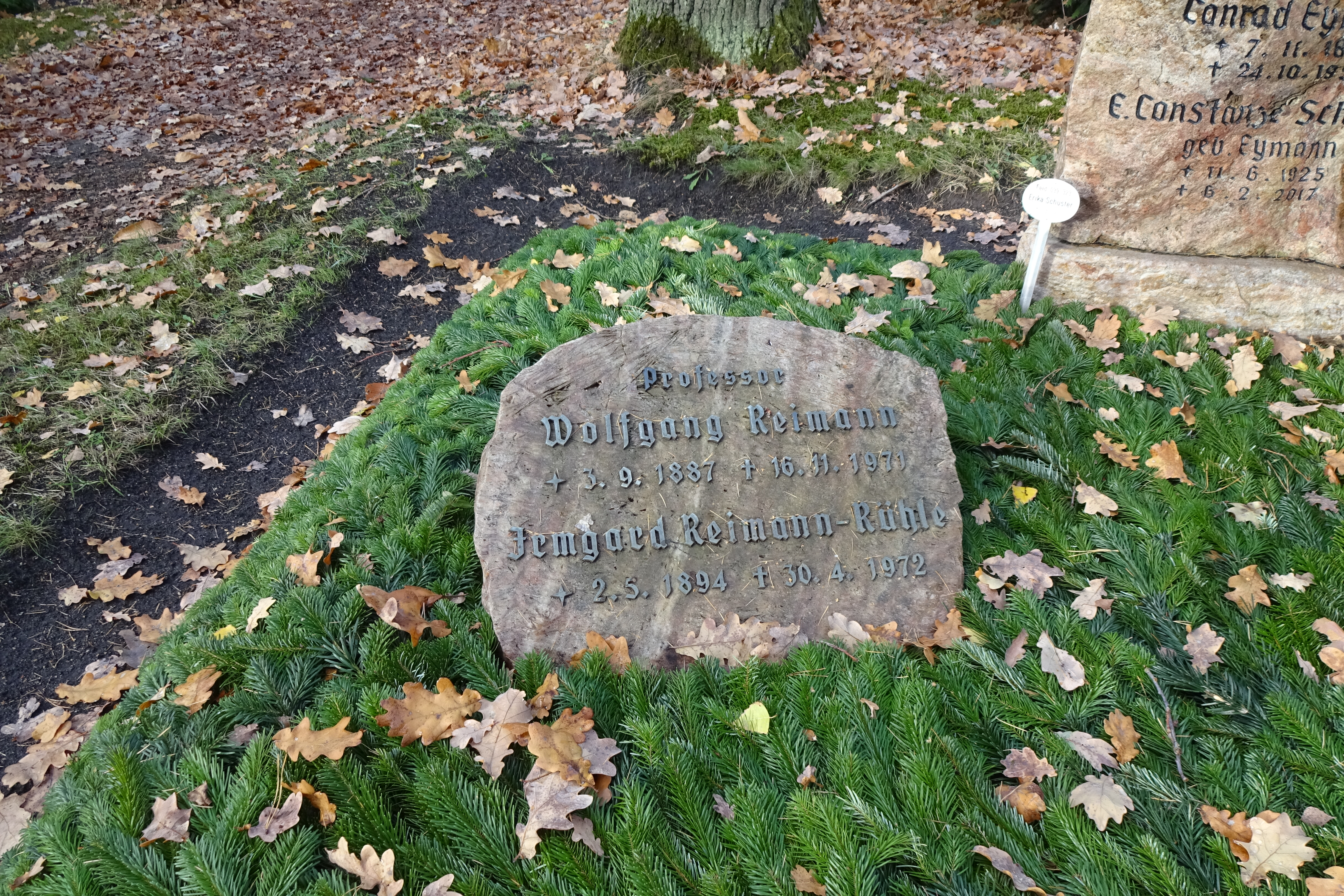
Grabstein für Wolfgang Reimann und Irmgard Rühle auf dem Waldfriedhof Zehlendorf

Wolfgang Reimann war der Sohn des schlesischen Volksschullehrers Karl Reimann. 1900–1903 besuchte er die Lehrerbildungsanstalt in Greiffenberg. Eine schwere Erkrankung unterbrach seine Ausbildung, die er ab 1906 am  Leipziger Konservatorium fortsetzte. Zu seinen Lehrern zählte u. a. der Leipziger Thomaskantor Karl Straube. Ab 1910 wirkte Reimann als Organist und Kantor an der  Berliner Jerusalemkirche, ab 1913 war er ständiger Organist der Philharmonischen Konzerte in Bremen. Nach seiner Rückkehr nach Berlin (1921) setzte er seine frühere Kantorentätigkeit an der  Jerusalemkirche fort und lehrte ab 1923 an der  Staatlichen Akademie für Kirchen- und Schulmusik Orgel- und Partiturspiel, sowie evangelische Liturgik und liturgisches Orgelspiel. 1935 folgte seine Ernennung zum Professor an der  Staatlichen Hochschule für Musik. Ab 1930 wirkte Reimann zudem als Organist und Chorleiter bis zu ihrer Kriegszerstörung 1943 an der Berliner Grunewaldkirche, danach übernahm er – als Nachfolger von Hugo Distler – die Leitung des  Staats- und Domchores in Berlin. Nach Kriegsende 1945 leitete Reimann die Abteilung Kirchenmusik an der  Staatlichen Hochschule für Musik, übernahm das Kantorenamt an  St. Marien in Berlin und wurde Vorsitzender der  Neuen Bachgesellschaft in Leipzig (bis 1949). Er war Mitglied der Berliner Freimaurerloge Zu den drei Seraphim.
Wolfgang Reimann hat sich vor allem um die Erneuerung der evangelischen Kirchenmusik verdient gemacht und dort insbesondere die  Orgelbewegung aktiv unterstützt. Er war Mitherausgeber der Zeitschrift „Der Kirchenmusiker“ und wurde 1969 zum Ehrenpräsident der  Neuen Bachgesellschaft in Leipzig ernannt.
Wolfgang Reimann war mit der Altistin Irmgard Rühle (1894–1972) verheiratet. Sein ältester Sohn Dietrich Reimann wurde am 6. März 1944 im Alter von 12 Jahren bei einem Bombenangriff getötet, sein jüngerer Sohn war der Komponist Aribert Reimann (1936–2024).

## Veröffentlichungen (Auswahl)
- Erlebtes Leben. (Autobiografie), Berlin 1967